# Ваньково (Вареговское сельское поселение)
В Большесельском районе есть ещё одна деревня Ваньково, в Большесельском сельском поселении.
Ваньково — деревня в Вареговском сельском поселении Большесельского района Ярославской области.

## Население
По данным статистического сборника «Сельские населенные пункты Ярославской области на 1 января 2007 года», в деревне Ваньково проживает 1 человек. По топокарте 1975 года в деревне проживало 3 человека.

## География
Деревня находится на восток от районного центра Большое Село, к югу от Варегова болота, вблизи границы Большесельского района с Тутаевским (к востоку) и Ярославским (к югу) районами. Она стоит примерно на удалении 2 км к югу от автомобильной дороги из Ярославля на Большое Село. На расстоянии около 3 км к северо-западу от Ваньково на указанной дороге стоит деревня Глебово. Ваньково стоит на окружённом лесами поле, на котором расположены ещё три деревни к северо-востоку Бурдуково и Рублево, к северо-западу Зманово.

## История
Деревня Ванькова указана на плане Генерального межевания Борисоглебского уезда 1792 года. В 1825 году Борисоглебский уезд был объединён с Романовским уездом. По сведениям 1859 года деревня относилась к Романово-Борисоглебскому уезду.